# Daniel Kolář
Daniel Kolář (* 27. října 1985, Praha) je bývalý český fotbalový záložník a reprezentant, svoji kariéru ukončil v českém klubu FC Viktoria Plzeň. Mimo Česko působil na klubové úrovni v Turecku. V roce 2006 zvítězil v české anketě Fotbalista roku v kategorii Talent roku.

## Klubová kariéra
Je odchovancem pražské Sparty, kam přišel v roce 1997 z mužstva SK Roztoky. První ligový start si připsal v dresu klubu 1. FC Slovácko, kam odešel v roce 2004 na roční hostování. O rok později hostoval v Chmelu Blšany. V podzimní části sezony 2006/07 se stal členem základní sestavy Sparty, v této době (ve svých 20 letech) dostal i nabídku ze skotského týmu Celtic FC. Na jaře 2007 získal s "Letenskými" mistrovský titul.

### FC Viktoria Plzeň
V podzimní části ligy 2008/09 (v září 2008) Kolář přestoupil do západočeského mužstva FC Viktoria Plzeň, přestože měl ve Spartě ještě na dva roky platnou smlouvu.
8. července 2010 nastoupil v dresu Plzně k historicky prvnímu zápasu českého Superpoháru, který sehrávají mistr ligy, tehdy AC Sparta Praha, a vítěz národního poháru (Viktoria Plzeň). Trofej vyhrála pražská Sparta, utkání skončilo výsledkem 1:0 a Kolář hrál do 67. minuty, kdy jej na hřišti vystřídal Petr Jiráček.
Daniel Kolář se dočkal této trofeje o rok později, kdy Viktoria Plzeň jako mistr ligy porazila držitele Českého poháru FK Mladou Boleslav. Utkání skončilo nerozhodně 1:1 po 90 minutách hry; prodloužení se nehraje, na pokutové kopy zvítězila Plzeň 4:2. Kolář nastoupil do zápasu v 66. minutě.

#### Sezóna 2011/12
V sezóně 2011/12 Gambrinus ligy bojovala Plzeň v posledním kole se Slovanem Liberec o titul, utkání skončilo nerozhodně 0:0, tento výsledek stačil Liberci na první místo a Plzeň spadla na 3. příčku za pražskou Spartu. Kolář nastřádal v této sezoně 29 ligových startů a 6 gólů.
Plzeň se v sezóně 2011/12 Ligy mistrů propracovala z 2. předkola až do základní skupiny. Ve druhém předkole přešla přes arménský celek Pjunik Jerevan po výsledcích 4:0 a 5:1. Daniel Kolář vstřelil tři z gólů svého týmu. Ve 3. předkole následoval postup přes norský Rosenborg Trondheim (výhry 1:0 a 3:2), Kolář se opět jednou střelecky prosadil. Ve 4. předkole se zrodil postup přes dánský FC Kodaň (výhry 3:1 a 2:1). V základní skupině H si Kolář zahrál proti dvěma evropským velkoklubům FC Barcelona (prohry 0:2 a 0:4) a AC Milan (prohra 0:2 a remíza 2:2). Třetím klubem, s nímž se západočeský klub utkal byl běloruský BATE Borisov (výhra 1:0 a remíza 1:1). Plzeň obsadila v konečném součtu 3. místo před BATE a díky tomu si zajistila účast v jarní vyřazovací části Evropské ligy 2011/12. Zde se Plzeň střetla s německým Schalke 04 a po výsledcích 1:1 doma a 1:3 venku po prodloužení vypadla. V odvetě na půdě Schalke 04 hrál do 79. minuty, pak byl střídán.

#### Sezóna 2012/13
Po Euru 2012 měl nabídky na přestup do Ruska a Turecka, ale Viktoria Plzeň, která předtím prodala několik hráčů, už další uvolnit nechtěla.
Koncem října 2012 podepsal Daniel Kolář s Viktorií Plzeň prodloužení smlouvy (která měla končit po sezoně 2012/13) až do června 2015. Ve šlágru 14. kola Gambrinus ligy 11. listopadu 2012 proti hostující Sigmě Olomouc vstřelil v 11. minutě úvodní gól Plzně. Po centru Davida Limberského se trefil hlavou. Plzeň vyhrála 3:0 a vystřídala Olomouc na čele ligy, moravský klub spadl po porážce na 4. místo. 10. března 2013 se v 19. ligovém kole podílel gólem na výhře 2:0 nad domácí Mladou Boleslaví. Sezónu 2012/13 Gambrinus ligy završil ziskem ligového titulu, Plzeň s Kolářem v sestavě porazila 1. června v posledním 30. kole sestupující FC Hradec Králové 3:0 a udržela si dvoubodový náskok před největším konkurentem Spartou Praha.
V základní skupině B Evropské ligy 2012/13 (kam se probojovala z předkol) byla Plzeň přilosována k týmům Atlético Madrid (Španělsko), Hapoel Tel Aviv (Izrael) a Académica de Coimbra (Portugalsko). V prvním utkání Plzně 20. září 2012 na domácí půdě proti portugalskému týmu Académica de Coimbra Plzeň vyhrála 3:1 a v dalším utkání 4. října s Atléticem Madrid podlehla španělskému celku 0:1 venku gólem v samotném závěru. Daniel Kolář se v těchto zápasech kvůli zranění neobjevil, nastoupil v základní sestavě až 25. října v Izraeli k utkání proti Hapoelu Tel Aviv. Střetnutí skončilo výsledkem 2:1 pro hosty, Plzeň si s 6 body upevnila druhou příčku za vedoucím Atléticem Madrid. Kolář měl v prvním poločase šanci, při níž trefil hlavou tyč soupeřovy brány. V 81. minutě pak střídal, nahradil jej na hřišti Jakub Hora. 8. listopadu 2012 přivítala Plzeň Hapoel Tel Aviv v odvetě na domácím hřišti a vyhrála 4:0, díky tomuto výsledku se posunula s 9 body o skóre na čelo tabulky před doposud vedoucí Atlético Madrid (které v souběžném zápase prohrálo v Coimbře 0:2). Izraelský celek hrál navíc od 41. minuty oslaben o jednoho hráče. Kolář nastoupil na hřiště v základní sestavě a absolvoval kompletní počet minut. Ve 23. minutě po centru Radima Řezníka otevřel hlavou skóre zápasu. Trefil se i podruhé, v 76. minutě opět zužitkoval hlavou centr, tentokrát Pavla Horvátha. 6. prosince 2012 odehrál zápas v Plzni proti Atléticu Madrid (výhra Viktorie Plzeň 1:0). Plzeň si tak se 13 body zajistila konečné 1. místo v tabulce skupiny B o 1 bod před druhým Atléticem. 14. února 2013 v jarní vyřazovací části Evropské ligy 2012/13 nastoupil v šestnáctifinále proti domácímu italskému mužstvu SSC Neapol. Plzeň zvítězila v Neapoli 3:0. Hrál i o týden později v domácí odvetě, kterou Plzeň opanovala poměrem 2:0 a postoupila do osmifinále. V osmifinále zasáhl do domácího utkání proti tureckému celku Fenerbahçe Istanbul, Plzeň poprvé v tomto ročníku Evropské ligy prohrála doma (0:1). 14. března v odvetě v Istanbulu nastoupil v základní sestavě, Viktoria remizovala 1:1 a vypadla z Evropské ligy.

#### Sezóna 2013/14
V úvodním zápase 2. předkola Ligy mistrů UEFA 2013/14 vstřelil na domácí půdě dva góly proti bosenskému týmu FK Željezničar Sarajevo, Viktoria Plzeň zvítězila 4:3. Zahrál si i v základní skupině Ligy mistrů, kde se viktoriáni střetli s německým Bayernem Mnichov, anglickým Manchesterem City a ruským CSKA Moskva. S Plzní postoupil ze třetího místa v základní skupině D se ziskem 3 bodů do jarních vyřazovacích bojů Evropské ligy 2013/14. V posledním utkání skupiny 10. prosince 2013 vstřelil gól proti CSKA Moskva a podílel se tak na obratu na konečných 2:1. V odvetě šestnáctifinále Evropské ligy 2013/14 27. února 2014 proti FK Šachtar Doněck se jedním gólem podílel na vítězství 2:1 a postupu Plzně do osmifinále soutěže. 20. března 2014 v odvetě osmifinále Evropské ligy proti francouzskému týmu Olympique Lyon opět skóroval, Plzeň zvítězila 2:1, ale vzhledem k porážce 1:4 z prvního duelu byla vyřazena.
V ligovém utkání 13. srpna 2013 vstřelil gól domácímu Slovanu Liberec, oba týmy si po remíze 1:1 body rozdělily. V lednu 2014 podepsal s klubem prodloužení smlouvy do června 2016. S klubem skončil na konci sezony na 2. místě v lize i českém poháru, v obou případech za Spartou Praha.

#### Sezóna 2014/15
S Plzní se představil ve 3. předkole Evropské ligy UEFA 2014/15 proti rumunskému týmu FC Petrolul Ploiești, 31. července 2014 v prvním zápase zachraňoval gólem v nastaveném čase konečnou remízu 1:1. Na hřiště přišel jako střídající hráč. Plzeň nakonec s Petrolulem v odvetě vypadla po domácí porážce 1:4. Dvě kola před koncem ročníku 2014/15 získal s mužstvem mistrovský titul.

#### Sezóna 2015/16
Před ročníkem 2015/16 prodloužil s Plzní smlouvu do léta 2019. 18. července 2015 se podílel na zisku Superpoháru, když Viktorka porazila FC Slovan Liberec 2:1 a hráč vsítil druhý, vítězný gól Plzně. S Plzní se představil ve 3. předkole Ligy mistrů UEFA, kde klub narazil na izraelský celek Maccabi Tel Aviv FC. V prvním zápase na půdě soupeře Viktorka zvítězila 2-1, ale v odvetě prohrála 0-2 a vypadla. S mužstvem následně hrál 4. předkolo Evropské ligy UEFA, kde tým narazil na klub ze Srbska FK Vojvodina Novi Sad. Po výhrách 3-0 a 2-0 Plzeň postoupila do základní skupiny Evropské ligy, kde bylo mužstvo nalosováno do skupiny E společně s FK Dinamo Minsk (Bělorusko), Villarreal CF (Španělsko) a Rapid Vídeň (Rakousko). V posledním utkání na domácí půdě proti Villarrealu (remíza 3:3) se střelecky prosadil v 8. minutě z pokutového kopu a otevřel skóre zápasu. Západočeši získali ve skupině čtyři body, skončili na třetím místě a do jarní vyřazovací části nepostoupili. V základní skupině Evropské ligy odehrál čtyři zápasy.
V průběhu podzimní části laboroval se zraněním lícní kosti, kterou měl zlomenou. Vynechal kvůli tomu čtyři ligová a dvě pohárová utkání. 14. února 2016 v 17. kole vstřelil dva góly do sítě 1. FC Slovácko (výhra 2:1), nejdříve se prosadil ve 12. a poté ve 27. minutě. Druhou branku vsítil?? z penalty. Následující kolo rozhodl v 5. minutě jediným gólem o výhře Plzně nad FK Teplice. Celkem se v sezoně prosadil šestkrát. V ročníku 2015/16 získal tři kola před konce sezony s Viktorkou mistrovský titul, klub dokázal ligové prvenství poprvé v historii obhájit.

#### Sezóna 2016/17
S Viktorkou postoupil přes ázerbájdžánský Qarabağ FK (remízy 0:0 a 1:1) do 4. předkola - play-off Ligy mistrů UEFA, což znamenalo jistou podzimní účast Plzně v evropských pohárech. 4. předkolo LM Západočeši proti bulharskému PFK Ludogorec Razgrad výsledkově nezvládli. Prohráli 0:2 a v odvetě na domácí půdě remizovali 2:2 (v tomto střetnutí Kolář nenastoupil). Za Viktorii nastoupil celkem v lize i pohárech k 284 zápasům, dal 76 branek.

### Gaziantepspor
V srpnu 2016 po nepovedeném startu do ročníku 2016/17 v Plzni skončil. Společně s Františkem Rajtoralem odešel do tureckého Gaziantepsporu. S Gaziantepsporem uzavřel smlouvu na dva roky s opcí. Pro jarní částí ročníku 2016/17 Koláře kvůli přetlaku cizinců nezařadil nový trenér Bulent Uygun na soupisku a hráč na jaře nenastupoval za žádný klub. Ačkoliv mu stále běžel platný kontrakt, v březnu 2017 jej jednostranně vypověděl. V Gaziantepsporu mu nedávali poslední měsíce před koncem podzimu 2016 výplatu. Během celého svého angažmá odehrál pouze sedm ligových zápasů, ve kterých se střelecky neprosadil.

### FC Viktoria Plzeň (návrat)
V červnu 2017 podepsal smlouvu s klubem FC Viktoria Plzeň, kam se po necelém roce zahraničního angažmá vrátil.

### Klubové statistiky
Aktuální k 10. červnu 2019
| Sezona  | Klub                    | Soutěž             | Zápasy | Góly |
| ------- | ----------------------- | ------------------ | ------ | ---- |
| 2003/04 | AC Sparta Praha         | Gambrinus liga     | 0      | 0    |
| 2004/05 | 1. FC Slovácko (host.)  | Gambrinus liga     | 13     | 0    |
| 2005/06 | FK Chmel Blšany (host.) | Gambrinus liga     | 14     | 3    |
| 2005/06 | AC Sparta Praha         | Gambrinus liga     | 7      | 1    |
| 2006/07 | AC Sparta Praha         | Gambrinus liga     | 27     | 4    |
| 2007/08 | AC Sparta Praha         | Gambrinus liga     | 17     | 3    |
| 2008/09 | AC Sparta Praha         | Gambrinus liga     | 3      | 0    |
| 2008/09 | FC Viktoria Plzeň       | Gambrinus liga     | 22     | 5    |
| 2009/10 | FC Viktoria Plzeň       | Gambrinus liga     | 26     | 5    |
| 2010/11 | FC Viktoria Plzeň       | Gambrinus liga     | 29     | 13   |
| 2011/12 | FC Viktoria Plzeň       | Gambrinus liga     | 29     | 6    |
| 2012/13 | FC Viktoria Plzeň       | Gambrinus liga     | 21     | 7    |
| 2013/14 | FC Viktoria Plzeň       | Gambrinus liga     | 23     | 7    |
| 2014/15 | FC Viktoria Plzeň       | Synot liga         | 25     | 11   |
| 2015/16 | FC Viktoria Plzeň       | Synot liga         | 26     | 6    |
| 2016/17 | FC Viktoria Plzeň       | ePojisteni.cz liga | 3      | 0    |
| 2016/17 | Gaziantepspor           | Süper Lig          | 7      | 0    |
| 2017/18 | FC Viktoria Plzeň       | HET liga           | 22     | 6    |
| 2018/19 | FC Viktoria Plzeň       | Fortuna:Liga       | 3      | 0    |

## Reprezentační kariéra

### Mládežnické výběry
Daniel Kolář odehrál za českou fotbalovou reprezentaci do 19 let jediné utkání. 6. května 2004 nastoupil v 63. minutě k domácímu přátelskému zápasu proti Finsku, které skončilo remízou 1:1. Daniel Kolář střídal Jana Štohanzla.
Za „lvíčata“ (reprezentační jedenadvacítku) odehrál Daniel Kolář od března 2006 do června 2007 celkem 10 zápasů (4 výhry, 4 remízy a 2 prohry), v nichž vstřelil 2 góly. Poprvé se trefil 2. září 2006 proti Kypru v kvalifikaci na Mistrovství Evropy ve fotbale hráčů do 21 let 2007, když střílel úvodní gól utkání, které český tým vyhrál venku 2:0.. Druhý gól přidal v té samé kvalifikaci 6. října 2006 v domácím utkání proti Bosně a Hercegovině, které „lvíčata“ vyhrála 2:1. Kolář opět vstřelil úvodní gól zápasu.

### A-mužstvo
Daniel Kolář debutoval v reprezentačním A-mužstvu 5. června 2009 v přátelském utkání proti Maltě, které ČR vyhrála 1:0. 6. září 2011 vstřelil svůj první gól v přátelském utkání proti Ukrajině, když zvyšoval v 51. minutě na konečných 4:0 pro český tým.
Po evropském šampionátu 2012 nastoupil v prvním přátelském utkání nového reprezentačního cyklu 15. srpna 2012 ve Lvově proti domácí Ukrajině, zápas skončil bezbrankovou remízou, Daniel Kolář odehrál první poločas. 26. března 2013 vstřelil jeden gól českého týmu v kvalifikačním střetnutí v Arménii, ČR zvítězila 3:0.

#### EURO 2012
Trenér Michal Bílek jej povolal na EURO 2012 v Polsku a na Ukrajině, kde nastoupil v zápasech základní skupiny A ve Vratislavi proti Řecku (výhra ČR 2:1) a proti Polsku (výhra ČR 1:0).
Proti Řecku se dostal na hřiště ve druhém poločase místo Tomáše Rosického a v 90. minutě byl vystřídán Františkem Rajtoralem. Nicméně se stala chyba, trenér Bílek chtěl Rajtoralem nahradit unaveného Petra Jiráčka a nikoli Koláře. Do čtvrtfinále proti Portugalsku nezasáhl (prohra ČR 0:1).

#### EURO 2016
Trenér Pavel Vrba jej zařadil do závěrečné 23členné nominace na EURO 2016 ve Francii. V základní skupině D odehrál jediný zápas: proti Turecku (porážka 0:2). Český tým obsadil se ziskem jediného bodu poslední čtvrté místo skupiny.

### Reprezentační góly a zápasy
| Gól | Datum       | Stadion                               | Soupeř              | Skóre (min.) | Výsledek | Soutěž                      |
| --- | ----------- | ------------------------------------- | ------------------- | ------------ | -------- | --------------------------- |
| 010 | 2. 9. 2006  | Famagusta, Kypr                       | Kypr                | 00:1 0(16.)  | 0:2      | kvalifikace na ME "21" 2007 |
| 02  | 6. 10. 2006 | Stadion Střelnice, Jablonec nad Nisou | Bosna a Hercegovina | 01:0 0(34.)  | 2:1      | kvalifikace na ME "21" 2007 |

| Gól                | Datum       | Stadion                             | Soupeř   | Skóre (min.) | Výsledek | Soutěž                 |
| ------------------ | ----------- | ----------------------------------- | -------- | ------------ | -------- | ---------------------- |
| 010                | 6. 9. 2011  | Generali Arena, Praha, Česko        | Ukrajina | 04:00(51.)   | 4:0      | přátelské utkání       |
| 02                 | 26. 3. 2013 | Stadion republiky, Jerevan, Arménie | Arménie  | 00:30(90+4.) | 0:3      | kvalifikace na MS 2014 |
| Platí k 5. 9. 2016 |             |                                     |          |              |          |                        |

| Rok    | Zápasy | Góly |
| ------ | ------ | ---- |
| 2004   | 1      | 0    |
| Celkem | 1      | 0    |

| Rok    | Zápasy | Góly |
| ------ | ------ | ---- |
| 2006   | 8      | 2    |
| 2007   | 2      | 0    |
| Celkem | 10     | 2    |

| Rok                | Zápasy | Góly |
| ------------------ | ------ | ---- |
| 2009               | 1      | 0    |
| 2011               | 7      | 1    |
| 2012               | 6      | 0    |
| 2013               | 3      | 1    |
| 2014               | 5      | 0    |
| 2015               | 2      | 0    |
| 2016               | 5      | 0    |
| Celkem             | 29     | 2    |
| Platí k 5. 9. 2016 |        |      |